# Спас-Ямщики
Спас-Я́мщики (рос. Спас-Ямщики) — село у складі Міжріченського району Вологодської області, Росія. Входить до складу Старосільського сільського поселення.

## Населення
Населення — 296 осіб (2010; 349 у 2002).
Національний склад (станом на 2002 рік):
- росіяни — 96 %